# Neometulocladosporiella
Neometulocladosporiella is een geslacht van schimmels behorend tot de familie Rutstroemiaceae. De typesoort is Neometulocladosporiella eucalypti.

## Soorten
Volgens Index Fungorum bestaat het geslacht uit twee soorten:
| Soortnaam                         | Auteur(s)           | Publicatiejaar |
| --------------------------------- | ------------------- | -------------- |
| Neometulocladosporiella eucalypti | Crous & M.J. Wingf. | 2018           |
| Neometulocladosporiella seifertii | Crous               | 2020           |